# Кавальєтто
Кавальєтто (італ. Cavaglietto, п'єм. Cavajet) — муніципалітет в Італії, у регіоні П'ємонт,  провінція Новара.
Кавальєтто розташоване на відстані близько 530 км на північний захід від Рима, 90 км на північний схід від Турина, 19 км на північний захід від Новари.
Населення — 398 осіб (2014).
Покровитель — святий Віктор.

## Демографія
Населення за роками:

Станом на 1 січня 2023 року в муніципалітеті офіційно проживало 17 іноземців з 7 країн, серед них 6 громадян країн Євросоюзу та 3 громадяни України.

## Сусідні муніципалітети
- Баренго
- Кавальйо-д'Агонья
- Фонтането-д'Агонья
- Суно
- Вапріо-д'Агонья